# Asellia italosomalica
Asellia italosomalica — вид рукокрилих родини Hipposideridae. Зустрічається на Африканському Розі в Сомалі, а також на єменському острові Сокотра. 

## Середовище проживання
Він мешкає в посушливих районах, таких як савани, чагарники, луки та пустелі. Спить у печерах, скупченнями від кількох особин до кількох десятків; на Сокотрі була розташована колонія з 1000 особин.

## Загрози й охорона
Основними загрозами є порушення людиною місць сідал і використання пестицидів проти комах. Спеціальних заходів збереження немає.